# Lista över offentlig konst i Kristinehamns kommun
Lista över offentlig konst i Kristinehamns kommun är en ofullständig förteckning över främst utomhusplacerad offentlig konst i Kristinehamns kommun. 
| Titel                                | Konstnär(er)        | Årtal | Beskrivning           | Typ - material                                                        | Stadsdel/ort | Plats Koordinater                                                        | Bild                           |
| ------------------------------------ | ------------------- | ----- | --------------------- | --------------------------------------------------------------------- | ------------ | ------------------------------------------------------------------------ | ------------------------------ |
| Solens apostel                       | Doris Bengtsson     | 2000  |                       | skulptur - svart diabas                                               | Björneborg   | Bruksdammsparken koordinater saknas                                      | Fler bilder                    |
| Galeasen Mathilda                    | Carl-Emil Berglin   | 1964  |                       | skulptur - koppar                                                     |              | Norra sidans kaj av Inre hamnen, vid Norra Hamngatan 59.31026, 14.10291  | Fler bilder                    |
| Figurer på trappräcke                | Eric Elfwén         | 1955  |                       | trappräcke - zink                                                     |              | Biblioteket 59.31353, 14.10803                                           | Figurer på trappräcke          |
| Christinehamn-Sjöändan Järnväg       | Bengt Everhall      | 1961  | ljussatt obelisk      | minnessten för Christinehamn–Sjöändans Järnväg - sten, relief i brons |              | Vågparken 59.31045, 14.10536                                             | Christinehamn-Sjöändan Järnväg |
| Helårsfontän                         | Carl Nesjar         | 2006  |                       | fontän                                                                |              | Svinvallen 59.3093, 14.10191                                             | Fler bilder                    |
| Oui                                  | Carl Nesjar         | 1964  |                       | skulptur - blästrad naturbetong                                       | Marieberg    | utanför Kristinehamns konstmuseum koordinater saknas                     | Fler bilder                    |
| Kolonn                               | Bengt Olson         |       |                       | skulptur - blästrad naturbetong                                       | Marieberg    | utanför Kristinehamns konstmuseum koordinater saknas                     | Fler bilder                    |
| Bit för bit                          | Palle Pernevi       | 1966  |                       | fontänskulptur - rostfritt stål, bohusgranit                          | Kristinehamn | Järnvägsparken 59.31343, 14.10716                                        | Fler bilder                    |
| Kvinnohuvud Även känd som: Jaqueline | Pablo Picasso       | 1965  |                       | skulptur - blästrad naturbetong                                       | Skymningen   | Strandudden vid Vålöviken 59.27327, 14.05161                             | Fler bilder                    |
| Systrar                              | Lorraine Rantala    | 2004  |                       | skulptur - brons                                                      |              | Familjecentralen, Assemblégatan 1 koordinater saknas                     | Fler bilder                    |
| Kvinna                               | Lorraine Rantala    | 1997  |                       | skulptur - brons                                                      | Kristinehamn | Brogårdsparken koordinater saknas                                        | Fler bilder                    |
| Daphne                               | Erik Rafael-Rådberg | 1946  |                       | fontänskulptur - brons                                                | Kristinehamn | Rådhusparken 59.31045, 14.10799                                          | Fler bilder                    |
| Axel Broström                        | Erik Rafael-Rådberg |       | byst av Axel Broström | byst - svart granit                                                   |              | Broströmska stiftelsen, Fermgatan 59.30763, 14.09422                     | Fler bilder                    |
| Fontän                               | Okänd               |       | fontän                | brons, sten                                                           |              | utanför Stadshotellet 59.30996, 14.10816                                 | Fontän                         |
| Vindsegel                            | Sven Olof Sundberg  | 1997  |                       | skulptur - brons                                                      |              | utanför Restaurang Krongården, före detta A9:s matsal koordinater saknas | Fler bilder                    |
| Trä Björn                            | Okänd               |       |                       | trä                                                                   |              | Framför Bäckhammars bruk koordinater saknas                              | Trä Björn                      |
| Ikon för vägfarande                  | Kjell Sundberg      |       |                       | metall/trä                                                            |              | rastplatsen Stolpen koordinater saknas                                   | Fler bilder                    |
| Ernst Larson                         | Erik Rafael-Rådberg | 1941  |                       | metall                                                                |              | utanför Björneborgs kyrka koordinater saknas                             | Ernst Larson                   |
| Millenniestenen                      | Okänd               | 2000  |                       |                                                                       |              | Nordenfeldtsparken koordinater saknas                                    | Millenniestenen                |